# NGC 3948
NGC 3948 ist ein Stern im Sternbild Leo auf der Ekliptik. Das Objekt wurde am 23. April 1886 vom französischen Astronomen Guillaume Bigourdan entdeckt und fälschlicherweise in den NGC-Katalog aufgenommen.